# Crocodylidae
Famille
Sous-familles de rang inférieur
- Crocodylinae
- (Osteolaeminae)
- Tomistominae
- †Mekosuchinae

Les Crocodilidés (Crocodylidae) sont une famille de crocodiliens. Elle a été créée par Georges Cuvier en 1807. Cette famille regroupe comme espèces actuelles les crocodiles (Crocodylinae) et le Faux-gavial de Malaisie (Tomistominae) ; toutefois des analyses génétiques récentes incluent les Tomistominés dans la famille des Gavialidés.

## Répartition

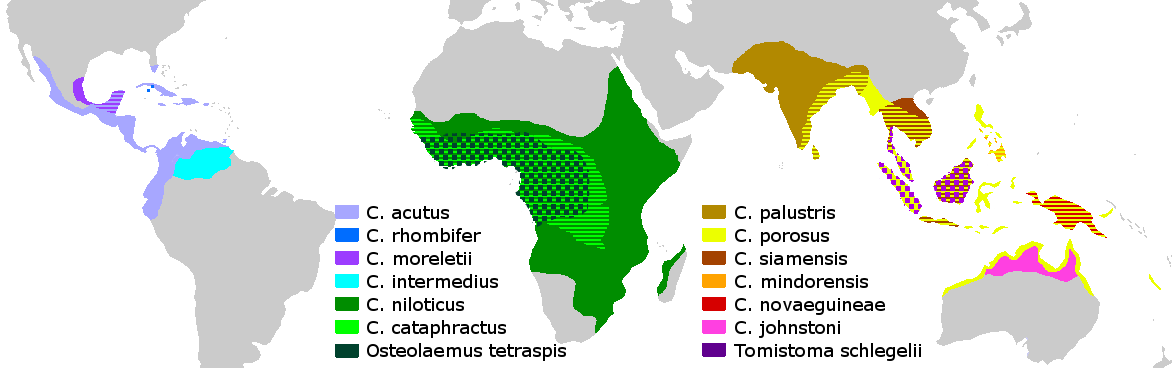
Distribution des espèces actuelles de Crocodilidés

Les espèces de cette famille se rencontrent en Afrique, en Amérique tropicale, en Asie du Sud, en Asie du Sud-Est et en Océanie. 

## Systématique
- Sous-famille Crocodylinae, les crocodiles, comprenant les genres actuels:
  - Crocodylus Laurenti, 1768
  - Mecistops cataphractus Gray, 1844
  - Osteolaemus Cope, 1861
- Sous-famille Tomistominae, comprenant le genre actuel:
  - Tomistoma Müller, 1846
- Sous-famille †Mekosuchinae (éteinte)

et les genres fossiles basaux, d'après Paleobiology Database (2014):
- †Euthecodon Fourtau, 1918
- †Rimasuchus Storrs, 2003
- †Voay Brochu, 2007

(Le genre de crocodile Osteolaemus et les genres fossiles basaux cités sont parfois regroupés au sein de la sous-famille des Osteolaeminae.)

## Phylogénie
Cladogramme simplifié possible d'après C. A. Brochu and G. W. Storrs (2012) :
| Osteolaeminae | Osteolaemus                                              |
|               | Osteolaemus                                              |
| Crocodylinae  | \| \| Mecistops \| \| \| \| \| \| Crocodylus \| \| \| \| |
|               | \| \| Mecistops \| \| \| \| \| \| Crocodylus \| \| \| \| |
|               | Mecistops                                                |
|               |                                                          |
|               | Crocodylus                                               |
|               |                                                          |

|  | Mecistops  |
|  |            |
|  | Crocodylus |
|  |            |

| Osteolaeminae | Osteolaemus                                              |
|               | Osteolaemus                                              |
| Crocodylinae  | \| \| Mecistops \| \| \| \| \| \| Crocodylus \| \| \| \| |
|               | \| \| Mecistops \| \| \| \| \| \| Crocodylus \| \| \| \| |
|               | Mecistops                                                |
|               |                                                          |
|               | Crocodylus                                               |
|               |                                                          |

|  | Mecistops  |
|  |            |
|  | Crocodylus |
|  |            |

| Osteolaeminae | Osteolaemus                                              |
|               | Osteolaemus                                              |
| Crocodylinae  | \| \| Mecistops \| \| \| \| \| \| Crocodylus \| \| \| \| |
|               | \| \| Mecistops \| \| \| \| \| \| Crocodylus \| \| \| \| |
|               | Mecistops                                                |
|               |                                                          |
|               | Crocodylus                                               |
|               |                                                          |

|  | Mecistops  |
|  |            |
|  | Crocodylus |
|  |            |

| Osteolaeminae | Osteolaemus                                              |
|               | Osteolaemus                                              |
| Crocodylinae  | \| \| Mecistops \| \| \| \| \| \| Crocodylus \| \| \| \| |
|               | \| \| Mecistops \| \| \| \| \| \| Crocodylus \| \| \| \| |
|               | Mecistops                                                |
|               |                                                          |
|               | Crocodylus                                               |
|               |                                                          |

|  | Mecistops  |
|  |            |
|  | Crocodylus |
|  |            |

## Étymologie
Le mot vient du latin crocodilus, mot venant lui-même du grec krokodilos qui désigne les lézards. Hérodote explique que le mot krokodilos était donné par les Ioniens aux lézards des murailles et par analogie a été donné aux crocodiles vivant dans le Nil.

## Publication originale
- Cuvier, 1807 : Sur les différentes espèces de crocodiles vivants et sur leurs caractères distinctifs. Annales du Muséum National d'Histoire Naturelle, vol. 10, p. 8-86 (texte intégral).